# Amt Grohnde
Das Amt Grohnde war ein historisches Verwaltungsgebiet des Fürstentums Calenberg bzw. Königreichs Hannover mit Sitz in Grohnde.

## Geschichte
Kern des Amtsbezirks war das 1395 erstmals erwähnte Schloss Grohnde, das sich seit 1408/09 im Besitz der Welfen befand und bis ins 17. Jahrhundert meist verpfändet war. 1815 wurde das Amt Grohnde mit dem Amt Ohsen zum Amt Grohnde-Ohsen vereinigt. Im Zuge der Verwaltungsreform von 1852 wurde es etwas verkleinert und bestand seither wieder unter der Bezeichnung Amt Grohnde. 1852 wurde das Dorf Tündern, 1855 Hastenbeck an das Amt Hameln abgetreten. 1859 ging das Amt Grohnde im Amt Hameln auf.

## Gemeinden
Dem Amt Grohnde gehörten bei seiner Auflösung (1859) folgende Gemeinden an:
| - Bessinghausen - Börry - Brockensen - Emmern (*) | - Esperde - Frenke - Grohnde - Hagenohsen (*) | - Hajen - Kirchohsen (*) - Latferde | - Lüntorf - Voremberg - Völkerhausen (*) |

(*) Aus dem Amt Ohsen.
- Karte mit allen verlinkten Seiten:
- OSM |
- WikiMap

## Amtmänner
- 1641: Erich Behling (1596–1667)
- -1679: Johann Georg Behling (1637–1679), dessen Sohn
- (1786)-[1818]: Eberhard Friedrich von Grävemeyer
- 1818–1821: Stelle des 1. Beamten unbesetzt, Amts-Assessor war Rudolf Flügge
- 1821–1824: Rudolf Flügge, Amtmann
- 1825–1831: Otto Christian von Gruben, Regierungsrat
- 1832–1852: Georg Ernst Adolf von Hake, Drost
- (1852) 1853–1859: August Neubourg, Geh. Legationsrat